# نفت و نطق مکی
نفت و نطق مکی کتابی است که توسط کمیته مرکزی حزب ایران، ابتدا به صورت یک نشریه و سپس به شکل یک کتاب مدون در سال ۱۳۲۸ تدوین و توسط انتشارات امیرکبیر چاپ و منتشر گردید. این کتاب عمدتا به جریان مذاکرات نفت در دوره پانزدهم مجلس شورای ملی درباره قرارداد نفت ایران و انگلیس، قرارداد الحاقی گس-گلشائیان و همچنین گزارش مذاکرات احمد قوام با شوروی در مورد نفت و آذربایجان و درخواست غرامت از این کشور به مناسبت هجوم ارتش سرخ به ایران و اشغال کشور می‌پردازد. بخشی از کتاب جریان مذاکرات مجلس است که در این بخش نطق چند روزه دکتر حسین مکی نیز آمده‌است. یادآوری این نکته که این نطق باعث شد تا عمر مجلس پانزدهم برای تصویب قرارداد الحاقی کفایت نکند، بر اهمیت کتاب می‌افزاید. این کتاب حاوی اسناد دست اولی از خسارات وارد آمده به ایران بیطرف توسط متفقین در طول دوره جنگ جهانی دوم است. همچنین زمینه‌های ملی شدن صنعت نفت را موشکافی می‌کند.